# Eudes de Metz

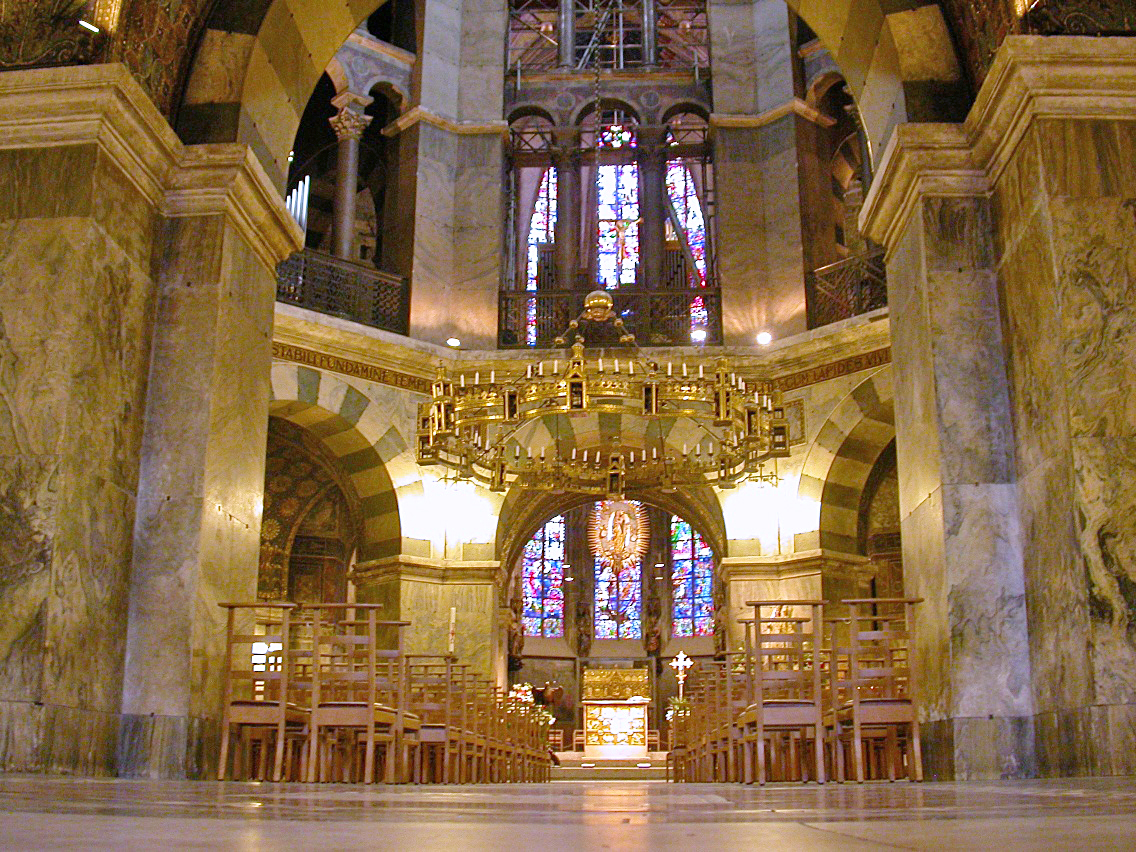
Interior de la Capilla palatina de Aquisgrán.

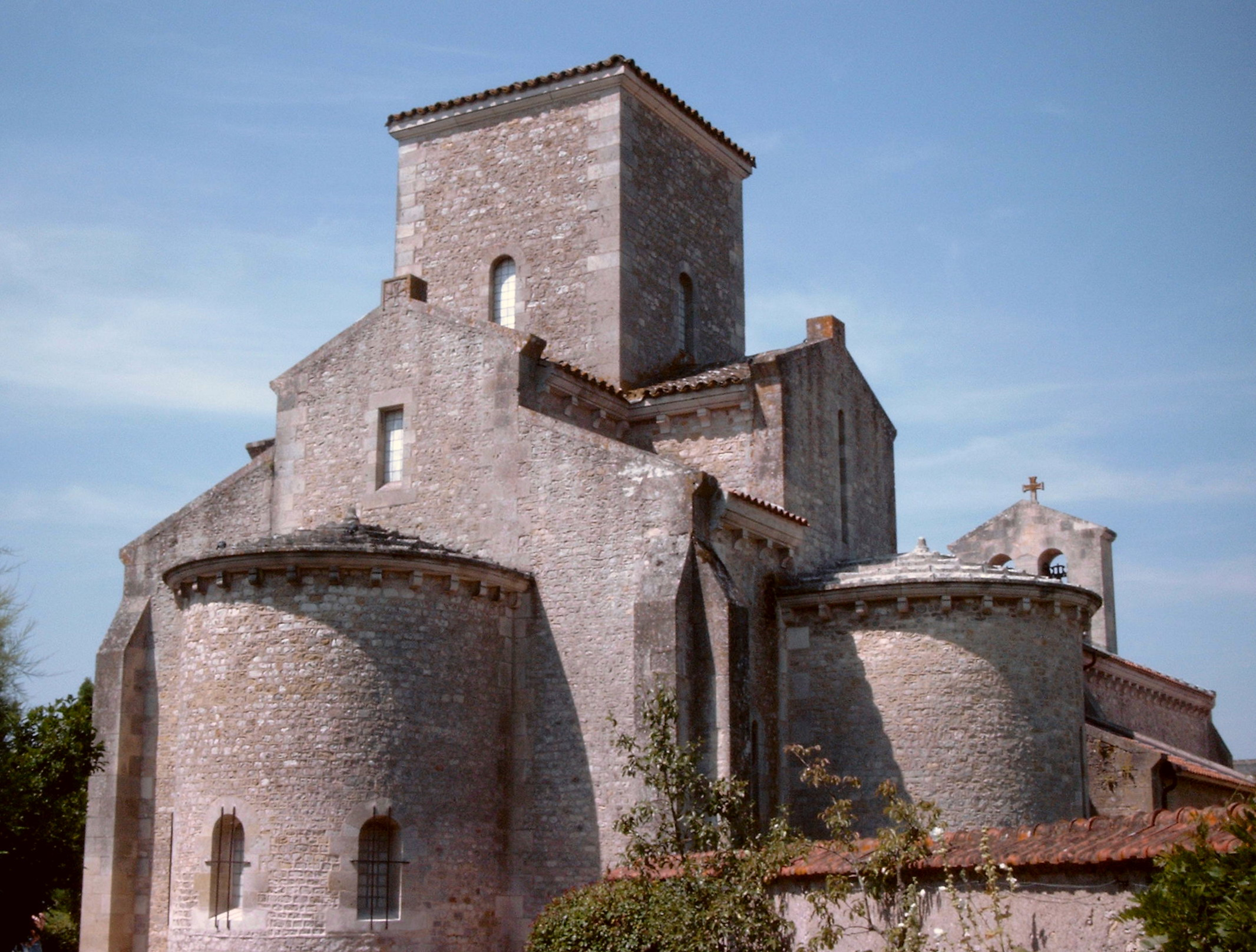
Oratorio de Germigny-des-Prés.

Eudes de Metz (742–814) fue un arquitecto de origen armenio, el principal autor de la arquitectura carolingia durante el reinado de Carlomagno. Es el primer arquitecto europeo de nombre conocido nacido al norte de los Alpes. Su nombre también se transcribe como Odón, Odo, Oto u Otón.
Entre sus obras se encuentran el Palacio de Aquisgrán, incluyendo la Capilla palatina (hoy catedral de Aquisgrán), encargo del propio emperador Carlomagno (iniciada en el año 790, fue consagrada en 805); y el oratorio de Germigny-des-Prés, encargo del obispo Teodulfo de Orleans (construido entre 803 y 806).
Sus obras se caracterizan por la planta centralizada de forma poligonal y por la elevación. Se las considera influidas por la iglesia de San Vital de Rávena y por ejemplos de la arquitectura religiosa del Próximo Oriente. Se ignora si llegó a ver alguno de esos edificios o sus trazas. Lo que sí se sabe es que tuvo un profundo conocimiento técnico de textos romanos recuperados durante el renacimiento carolingio, como De architectura de Vitruvio. Su influencia se prolongará en construcciones semejantes de los siglos X y XI (capilla de San Nicolás de Valkhof en Nimega e iglesia de San Pedro y San Pablo de Ottmarsheim, Alsacia).